# Liste der Biografien/Mato
Liste der Biografien |
Portal Biografien |
Personensuche
# |
A |
B |
C |
D |
E |
F |
G |
H |
I |
J |
K |
L |
M |
N |
O |
P |
Q |
R |
S |
T |
U |
V |
W |
X |
Y |
Z |
?
 
Ma |
Mb |
Mc |
Md |
Me |
Mf |
Mg |
Mh |
Mi |
Mj |
Mk |
Ml |
Mm |
Mn |
Mo |
Mp |
Mq |
Mr |
Ms |
Mt |
Mu |
Mv |
Mw |
Mx |
My |
Mz
 
Maa |
Mab |
Mac |
Mad |
Mae |
Maf |
Mag |
Mah |
Mai |
Maj |
Mak |
Mal |
Mam |
Man |
Mao |
Map |
Maq |
Mar |
Mas |
Mat |
Mau |
Mav |
Maw |
Max |
May |
Maz
 
Mata |
Matb |
Matc |
Mate |
Matf |
Math |
Mati |
Matj |
Matk |
Matl |
Matm |
Matn |
Mato |
Matr |
Mats |
Matt |
Matu |
Matv |
Matw |
Maty |
Matz
Die Liste der Biografien führt alle Personen auf, die in der deutschsprachigen Wikipedia einen Artikel haben. Dieses ist eine Teilliste mit 85 Einträgen von Personen, deren Namen mit den Buchstaben „Mato“ beginnt.

## Mato
- Mato Adrover, Gabriel (* 1961), spanischer Politiker (PP), MdEP
- Mato, Ana (* 1959), spanische Politikerin (PP), MdEP
- Mato, Jakup (1934–2005), albanischer Literaturwissenschaftler
- Mátó, Sára (* 2000), ungarische Hürdenläuferin
- Mato, Sulejman (* 1941), albanischer Schriftsteller
- Mató-Tópe († 1837), Häuptling zweiten Ranges des Mandan-Stammes

### Matoc
- Matocha, Josef Karel (1888–1961), tschechischer römisch-katholischer Theologe, Erzbischof von Olmütz

### Matog
- Matogo Oyana, Juan (* 1949), äquatorialguineischer Ordensgeistlicher und emeritierter römisch-katholischer Bischof von Bata
- Matogrosso, Ney (* 1941), brasilianischer SängerNey Matogrosso (* 1941)

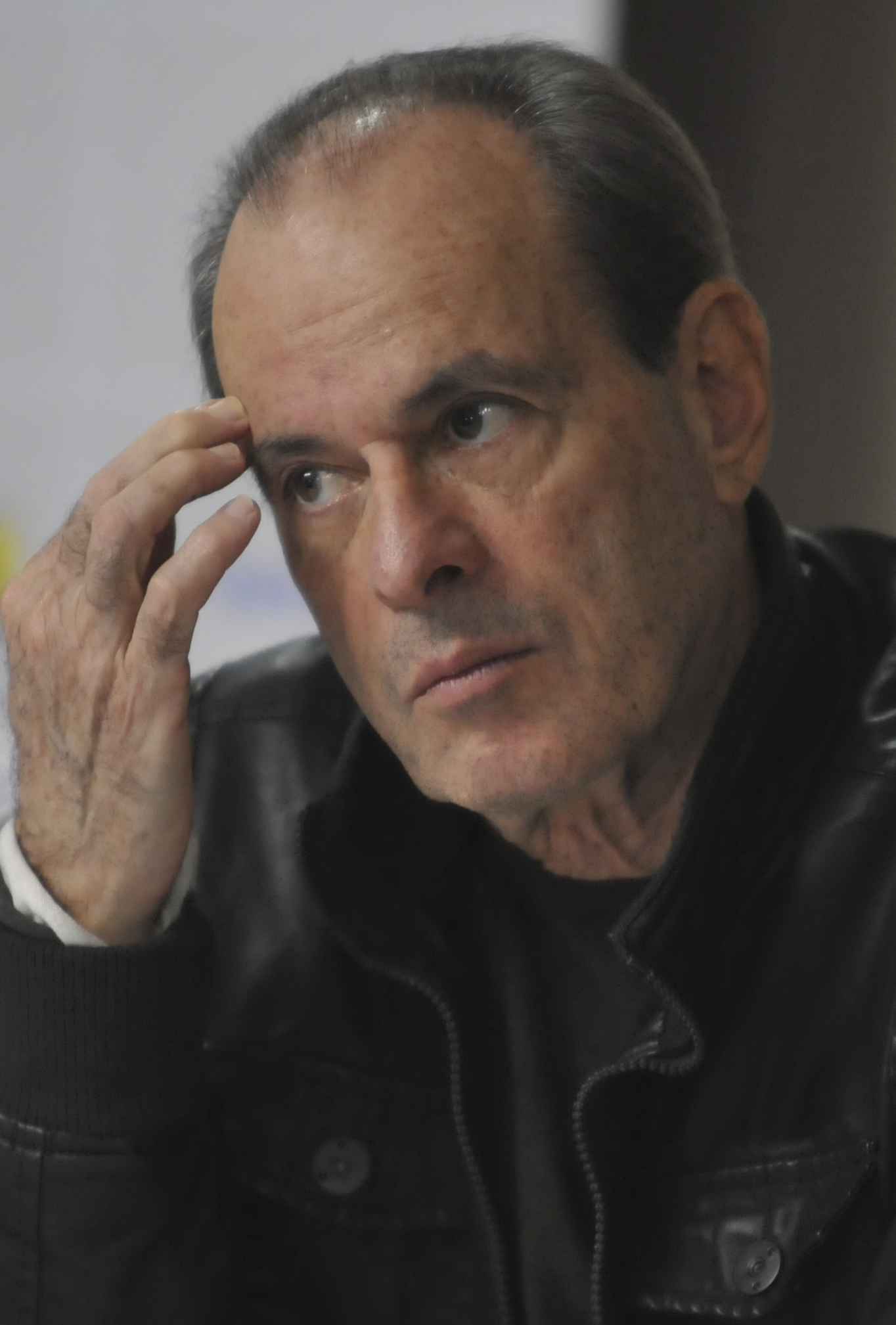
Ney Matogrosso (* 1941)

### Matoh
- Matoh, Sanami (* 1969), japanische Manga-Künstlerin

### Matol
- Matola, Sharon (1954–2021), belizische Biologin und Zoodirektorin
- Matolcsy, György (* 1955), ungarischer Politiker, ehemaliger Wirtschaftsminister, Präsident der Ungarischen Nationalbank und Autor

### Matom
- Matoma (* 1991), norwegischer DJ und Musikproduzent
- Matomäki, Kaisa (* 1985), finnische Mathematikerin

### Maton
- Maton, Georges (1913–1998), französischer Bahnradsportler
- Matonabbee, Indianer, Häuptling vom Stamm der Chipewyan
- Matondo, Ignace (1932–2011), kongolesischer Ordensgeistlicher, römisch-katholischer Bischof von Molegbe
- Matondo, Rabbi (* 2000), walisischer FußballspielerRabbi Matondo (* 2000)

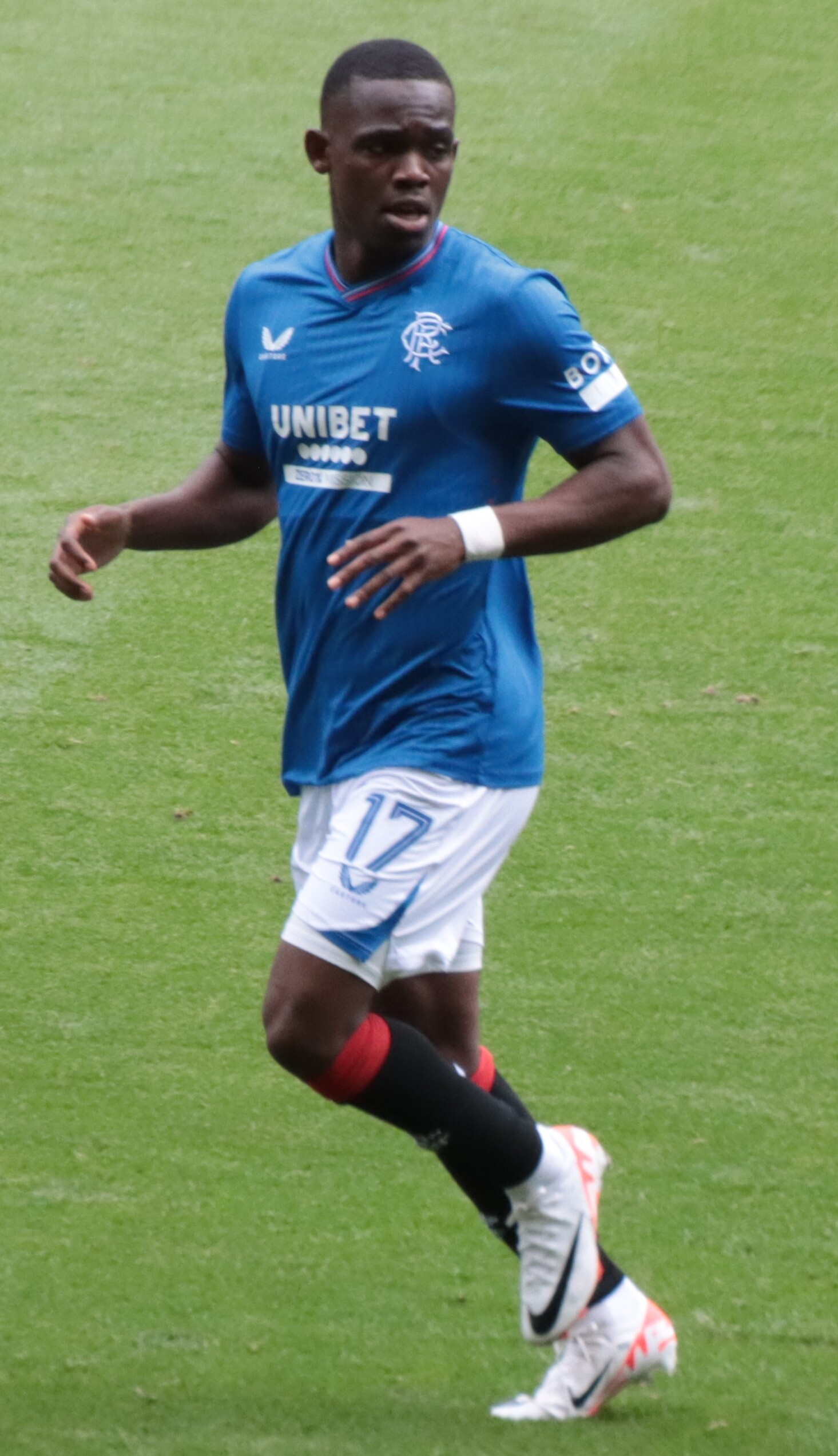
Rabbi Matondo (* 2000)

- Matondo, Rosalie (* 1963), kongolesische Politikerin
- Matondo, Rudy (* 2008), französisch-kongolesischer Fußballspieler
- Matonienė, Daiva (* 1973), litauische Politikerin
- Matonis, Algirdas (* 1960), litauischer Jurist und Polizist
- Matonis, Juozas, litauischer Politiker
- Matonte, Andrés (* 1988), uruguayischer Fußballschiedsrichter

### Mator
- Matoré, Georges (1908–1998), französischer Romanist und Lexikologe
- Matorin, Michail Wladimirowitsch (1901–1976), sowjetischer Grafiker

### Matos
- Matos da Silva, Jairo Rui (1929–2007), brasilianischer Geistlicher, Bischof von Bonfim
- Matos Grade, Tania (* 1979), luxemburgische Fußballspielerin
- Matos Rodríguez, Gerardo (1897–1948), uruguayischer Tango-Komponist
- Matos, Alberto (1944–2021), portugiesischer Leichtathlet
- Matos, Ángel (* 1976), kubanischer Taekwondo-Kämpfer
- Matos, Anito (* 1962), osttimoresischer Sänger, Moderator, Comedian und Moderator
- Matoš, Antun Gustav (1873–1914), kroatischer Schriftsteller
- Matos, Aureliano de (1889–1967), brasilianischer Geistlicher, römisch-katholischer Bischof von Limoeiro do Norte
- Matos, Denis César de (* 1987), brasilianischer Fußballspieler
- Matos, Gregório de (1623–1696), brasilianischer Lyriker und Jurist
- Matos, Huber (1918–2014), kubanischer Guerillaführer, DissidentHuber Matos (1918–2014)

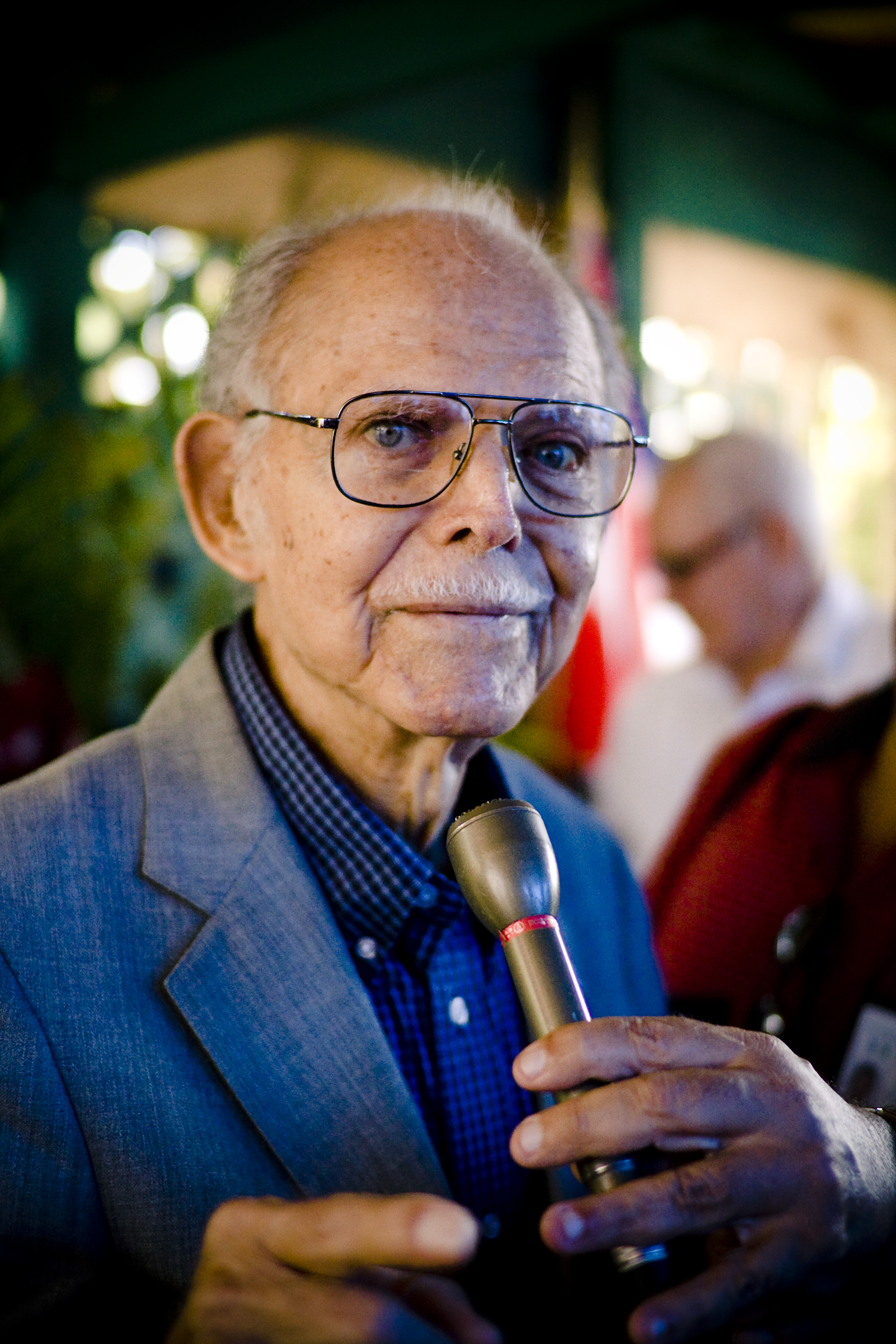
Huber Matos (1918–2014)

- Matos, Hugo Aparecido (* 1965), brasilianischer Fußballspieler
- Matos, Ian (1989–2021), brasilianischer Wasserspringer
- Matos, Luís de (* 1970), portugiesischer Zauberkünstler
- Matos, Rafael (* 1996), brasilianischer Tennisspieler
- Matos, Raimundo José da Cunha (1776–1839), portugiesisch-brasilianischer Militär (Feldmarschall) und Militärschriftsteller
- Matos, Raphael (* 1981), brasilianischer Rennfahrer
- Matos, Ryder (* 1993), brasilianischer Fußballspieler
- Matos, Sabina (* 1974), US-amerikanische Politikerin
- Matosas, Gustavo (* 1967), uruguayischer Fußballspieler und -trainer
- Matosas, Roberto (* 1940), uruguayischer Fußballspieler
- Matosch, Anton (1851–1918), österreichischer Bibliothekar und Mundartdichter
- Matosevic, Marinko (* 1985), australischer Tennisspieler
- Matosevic, Michael (* 2008), österreichischer Fußballspieler
- Matošević, Valter (* 1970), kroatischer Handballspieler, -trainer und -torwarttrainer
- Matošić, Frane (1918–2007), jugoslawischer Fußballspieler und Fußballtrainer
- Matošić, Jozo (1913–1999), jugoslawischer Fußballspieler
- Matoso, José Alves (1860–1952), portugiesischer Geistlicher und Bischof von Guarda
- Matossi, Esther (1906–1979), Schweizer Bildhauerin, Keramikerin und Zeichnerin
- Matossi, Franco (1919–2012), Schweizer Meisterknecht, Geschäftsführer, Politiker der Schweizerischen Volkspartei (SVP), Grossrat, Staatsrat, Nationalrat und Ständerat
- Matossi, Frank (1902–1968), deutscher Physiker

### Matot
- Matotek, Urša (* 2002), slowenische Weitspringerin

### Matou
- Matoul, Hans-Bert (1945–2025), deutscher FußballspielerHans-Bert Matoul (1945–2025)

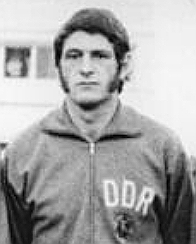
Hans-Bert Matoul (1945–2025)

- Matoula, Martha (* 1997), griechische Tennisspielerin
- Matourek, Anton (1905–1978), österreichischer Politiker (SDAP/SPÖ) und Maschinenschlosser
- Matous, Elena (* 1953), italienische Skirennläuferin
- Matouš, Ilja (1931–2018), tschechoslowakischer Skilangläufer
- Matouš, Jan (* 1961), tschechoslowakischer Biathlet
- Matouš, Josef (* 1942), tschechoslowakischer Skispringer
- Matouš, Lubor (1908–1994), tschechischer Altorientalist
- Matouš, Zdeněk (1931–2006), tschechischer Schauspieler und Sänger
- Matousch, Stefan (1948–2018), österreichischer Schauspieler
- Matouschek, Franz (1871–1945), österreichischer Pädagoge und Botaniker
- Matousek, Emil (1908–1951), deutscher Schauspieler bei Bühne und Film
- Matoušek, Jan (* 1998), tschechischer Fußballspieler
- Matoušek, Jaroslav (* 1951), tschechoslowakischer Sprinter
- Matoušek, Jiří (1963–2015), tschechischer Mathematiker
- Matoušek, Kajetán (1910–1994), tschechischer Bischof
- Matousek, Katherina (* 1964), kanadische Eiskunstläuferin im Paarlauf
- Matoušek, Petr (* 1949), tschechischer Radrennfahrer
- Matoušková, Lucie (* 1973), tschechische Schauspielerin

### Matov
- Matovac, Jozo (* 1970), schwedischer Fußballspieler
- Matović, Dušan (* 1983), serbischer Fußballspieler
- Matovič, Igor (* 1973), slowakischer Unternehmer und Politiker, Mitglied des Nationalrats
- Matović, Ljiljana (* 1993), montenegrinische Leichtathletin
- Matović, Vladimir (1976–2025), serbischer Handballspieler

### Matow
- Matow, Christo (1872–1922), bulgarischer Revolutionär
- Matowa, Nonka (* 1954), bulgarische Sportschützin
- Matownikow, Alexander Anatoljewitsch (* 1965), russischer General und Oberbefehlshaber der russischen Bodentruppe